# Adam Maher
Adam Maher (* 20. července 1993 Ait Izzou) je nizozemský profesionální fotbalista marockého původu, který hraje na pozici defensivního záložníka za saúdskoarabský klub Damac FC. Mezi lety 2012 a 2013 odehrál také 5 utkání v dresu nizozemské reprezentace.
V roce 2012 získal Cenu Johana Cruijffa (Johan Cruijff Prijs), která se v Nizozemsku každoročně uděluje nejlepším mladým hráčům do 21 let.

## Klubová kariéra
V A-mužstvu AZ Alkmaar debutoval 15. prosince 2010 v utkání Evropské ligy 2010/11 proti běloruskému týmu FK BATE a hned vstřelil gól. AZ vyhrál 3:0.
V sezóně 2012/13 vyhrál s klubem nizozemský fotbalový pohár po finálové výhře 2:1 nad PSV Eindhoven, ke které přispěl jedním gólem.
V červenci 2013 přestoupil do PSV Eindhoven.

## Reprezentační kariéra
Zúčastnil se Mistrovství světa hráčů do 17 let 2009 v Nigérii, kde mladí Nizozemci nepostoupili ze základní skupiny C.

V červnu 2013 byl nominován na Mistrovství Evropy hráčů do 21 let konané v Izraeli. 6. června se podílel jedním gólem na výhře Nizozemska 3:2 v základní skupině B nad Německem. S týmem se dostal do semifinále, kde Nizozemsko vypadlo s Itálií po porážce 0:1.
Za nizozemskou reprezentaci (Oranje) debutoval v neoficiálním přátelském zápase s Bayernem Mnichov v roce 2012. Oficiální debut absolvoval pod trenérem Louisem van Gaalem 15. srpna 2012 proti domácí Belgii (prohra 2:4), kde nastoupil do druhého poločasu.